# Garfield County (Montana)
Garfield County je okres v americkém státě Montana. Jde o jednu z nejméně osídlených oblastí Spojených států, v roce 2010 činil počet stálých obyvatel jen 1206. Sídlo okresu leží ve městě Jordan.

## Geografie a demografie
Garfield County leží zhruba ve středu východní části Montany. Rozloha tohoto okresu činí asi 4848 čtverečních mil (12 555 km²). Z toho 96,30% povrchu činí souš a 3,70% vodní plocha. Populační hustota činila v roce 2000 pouhých 0,1058 obyvatel na km² (s výjimkou Aljašky jde o třetí nejméně osídlený okres v celých USA).

## Zajímavosti
V oblasti byl zaznamenán vysoký výskyt obyvatel pod hranicí bídy (v roce 2000 asi 21,5 %). V roce 1996 se zde odehrál incident, kdy byl agenty FBI obléhán jeden statek nedaleko Jordanu. Zde se opevnila skupina hnutí The Freemen, šovinistického náboženského spolku, neuznávajícího vládu USA. Incidentu se dostalo také značné mediální pozornosti.
Oblast je známá především jako lovecká a rybářská destinace. Kromě toho se zde vyskytují výchozy svrchnokřídových sedimentů formace Hell Creek, zkoumanou paleontology především z instituce Museum of the Rockies v Bozemanu. Byly zde učiněny velmi významné objevy dinosauřích fosilií, jako je například exemplář druhu Tyrannosaurus rex s pravděpodobně dochovanými měkkými tkáněmi a biomolekulami. Na území Garfield County se vyskytuje také chráněná přírodní rezervace Charlese M. Russella.